# Sea Hags
Sea Hags (в переводе с англ. — «морские ведьмы») — американская глэм-метал-группа, созданная в 1985 году в Сан-Франциско. Стиль группы главным образом характеризуют как слиз-метал.

## История

### Создание группы
Рон Йоком родился 24 апреля 1961 года в Лонг-Бич, Калифорния, в семье офицера ВМС США. Он с детства увлекался музыкой, в особенности роком 70-х таким как Aerosmith, The Cars, Neil Young, и в 20 лет принялся осваивать гитару. Также он работал в гитарной мастерской Alembic, среди клиентов которой были Cheap Trick. В подростковом возрасте его родители переехали в Санта-Розу, расположенную недалеко от Сан-Франциско. В 1981 году на одном из местных концертов Йоком познакомился с Крисом Шлосхартом, который был на четыре года младше его, увлекался панк-роком и мечтал играть на бас-гитаре. Через несколько месяцев они создали группу The Tearaways, в которую также входил барабанщик Барни Элбридж. Первый концерт группы был заснят и показан на местном телешоу Teen Scene, однако группа не продержалась и года, и Крис отправился в Сан-Франциско. В 1983 году Рон также переехал во Фриско, где присоединился к неопытной группе The Nasty Poodles. 31 декабря 1984 года The Nasty Poodles отыграли свой первый и последний концерт, после чего Йоком заявил что недоволен отсутствием энтузиазма у остальных участников и уходит. На следующий день он вновь объединился с Шлосхартом и приступил к написанию песен.
На название их вдохновили две групи Дебби и Кэтрин, проживавшие в одном доме с ними. Со слов Рона, многие рок-звёзды, включая Bauhaus, ужасались просыпаясь с ними и Рон с Крисом прозвали их «морскими ведьмами».  Шлосхарт всегда говорил что это подходящее название для группы, на нём они и остановились. Первыми песнями группы стали написанная Йокомом ещё для The Nasty Poodles «In the Mood for Love». Он была написана после их совместного ЛСД-трипа в канун Рождества 1984 в году на холмах Сан-Франциско. Вскоре была написана так и не выпущенная «Cock-Eyed Crow».
У Шлосхарда и Йокома были разные музыкальные вкусы, что отразилось и материале. Основной упор группа делала на грязный хард-рок не похожий на популярный в то время в Голливуде хэйр-метал.
Группе требовался барабанщик и перепробовав нескольких кандидатов они остановились на Греге Лэнгстоне, игравшем до этого в местной дэз-рок-группе Beast. В составе трио Sea Hags выступали в клубах города и вскоре записали трёх-трековое демо, содержащее две собственные песни «Chicken Boys» и «Hammer in the Bag», а также кавер-версию «Think About It» The Yardbirds.
В это время проходили съёмки фильма Сид и Нэнси под рабочим названием Love Kills, повествующего о жизни Сида Вишеса и его подруги Нэнси Спанджен, куда на роль Нэнси пробовалась подруга группы Кортни Лав. Она подсказала группе написать одноимённую песню для фильма. С помощью Кирка Хэмметта из Metallica, который сыграл партию лид-гитары и выступил продюсером, была записана песня «Love Kills» и отослана режиссёру фильма Алексу Коксу. Однако он отклонил их песню, объяснив что и так получил шесть различных песен с таким названием.
На раннем этапе группа успела выступить вместе с такими группами как Dead Kennedys, Motörhead, Ramones и The Cramps.

### Контракт с Chrysalis и запись альбома
Весной 1987 года они привлекли внимание лейбла Chrysalis Records, а в декабре 1987 года заключили с лейблом контракт. На роль продюсера дебютного альбома лейбл предлагал, среди прочих кандидатов, Рика Рубина и фронтмена The Cult Иэна Эстбури. Однако, группа заручилась поддержкой Майка Клинка, который спродюсировал дебютный альбом Guns N' Roses Appetite for Destruction.
По настоянию Клинка ушёл барабанщик Грег Лангстон и его заменил Адам Мэплс, игравший до этого в лос-анджелесской панк-группе Legal Weapon. Мэплс был предложен Клинком и был принят в группу после первого дня прослушиваний.
С подачи Майка Клинка и с помощью Джо Сатриани Рону Йокому пришлось заново учиться играть на гитаре. В конечном счете, Йоком сыграл партии ритм-гитары, оставив все лид-партии приглашённому на время сессий Кевину Расселлу. Запись альбома проходила в лос-анджелесской Rumbo Recorders, в которой записывался и Appetite for Destruction. Начало рекорд-сессии было перенесено на день, так как в то же время в студии записывал несколько песен Джордж Харрисон. При записи альбома, Клинк часто заставлял музыкантов перезаписывать свои партии, также как и при работе с GNR. В сентябре 1988 года, после четырёх месяцев студийной работы альбом был завершён.
В ноябре 1988 года, вскоре после завершения записи альбома, к Sea Hags присоединился гитарист Фрэнк Уилси, недавно покинувший другую группу из Фриско Head On.

### Sea Hags, на всех парусах к распаду
Выпущенный в июне 1989 года одноимённый группе Sea Hags получил благосклонные отзывы прессы, которая окрестила группу «новыми Guns N' Roses». Однако, продажи были не так хороши и альбом не поднялся в чарте Billboard 200 выше 163 строчки.
Песня «Night Under the Stars», родившаяся из «Love Kills», прозвучала в фильме 1988 года Кошмар на улице Вязов 4: Повелитель сна, а также попала на диск с саундтреком.
В июне 1989 года группа отправилась в турне по Великобритании на разогреве The Georgia Satellites. Эта поездка дала им возможность также сыграть небольшой тур по клубам в качестве хэдлайнеров, включая бристольский Bierkeller. Вернувшись из Британии, Sea Hags отыграли тур по ключевым городам США, включая концерт в Атланте, где их разогревали недавно образованные The Black Crowes.
После возвращения из Британии в группа стала стремительно двигаться по наклонной. Чему способствовали коммерческий провал альбома, а также сильная наркотическая зависимость участников. В сентябре 1989 года, при переезде из Нью-Йорка в Баффало, штат Нью-Йорк, Шлосхарт и Йоком были арестованы за хулиганство. В результате чего предстоящий концерт чуть было не сорвался. После этого инцидента, Уилси и Мэплс изъявили своё желание покинуть группу, но Шлосхарт и Йоком уговорили их закончить тур. Последние концерты Sea Hags прошли 11 и 14 октября 1989 года в Сан-Франциско. Рон Йоком не хотел на этом завершать историю группы, и собирался вместе с Шлосхартом подыскать новый состав. Однако, делёж прав на наследие группы их поссорил и 1 февраля 1990 года было объявлено об распаде Sea Hags.

### Дальнейшая судьба участников
Ровно через год, 1 февраля 1991 года, 26-летний Крис Шлосхарт скончался от передозировки героина, официально прекратив существование группы. На его похороны пришли Рон Йоком, с которым незадолго до смерти он успел помириться, Кирк Хэммет и Ларс Ульрих из Metallica.
После распада Sea Hags Адам Мэплс недолгое время барабанил в Guns N' Roses, являясь неофициальной заменой уволенному Стивену Адлеру, пока группа не наняла Мэтта Сорума. Фрэнк Уилси сменил фамилию на Уилкокс, а затем на Уилсекс, и присоединился к Arcade, группе бывшего вокалиста Ratt Стивена Пирси. Также с Пирси он играл в группе Nitronic. Рон Йоком долгое время боролся с наркотической зависимостью и находился за пределами музыкального бизнеса. В 2000-х он вернулся в Санта-Розу и объединился с индастриал-готик-рокершой Sarine Voltage в проект The Power of 3, в котором сейчас и выступает.
В 2007 году, на короткий период Sea Hags с Роном Йокомом в качестве фронтмэна и под руководством Венди Ки вновь вернулись на сцену, однако вскоре распались из-за неразглашавшегося спора между менеджером и группой.

## Состав
- Рон Йоком — вокал, гитара
- Фрэнк Уилси — гитара
- Крис Шлосхарт — бас-гитара
- Адам Мэплс — ударные

Бывшие участники
- Грег Лэгстон — ударные

## Дискография
Студийные альбомы
- Sea Hags (1989)

Синглы
- Half the Way Valley (1989)

Прочее
- The Hag Of The Sea (1986)